# 昭和女子大事件
昭和女子大事件（しょうわじょしだいじけん）は、保守的で非政治的な学風を知られる私立大学で退学処分を受けた学生が、処分が憲法違反であることを理由に身分の確認を求めて争った事件。日本国憲法に定められた人権規定の私人間効力について争われた。最高裁判所1974年7月19日判決。

## 概要
昭和女子大学は、1961年（昭和36年）10月20日頃から学内において無届で政治的暴力行為防止法案反対署名を運動したり、無許可で民青同盟に加入した学生がいることを確認した。大学は本人および保護者などに連絡をとりながら3か月余説諭を続けたが、当該学生の態度は変わらなかった。
12月4日頃に事実と相違するビラが学内で散布され、新聞記者らが取材と称して大学当局者に面会を強要した。12月15日に40名を越える労働者を交えた学外団体が守衛の阻止を強引に突破して大学構内へ侵入し、学内は自治を攪乱されて一部の学生が動揺した。当該学生は、1962年（昭和37年）1月20日発売の雑誌「女性自身」に仮名の手記で、1月26日に麻布公会堂の全都学生集会で今後も闘争を続ける旨を宣言することを発表し、2月9日放送の東京放送のラジオ番組「朝のスケッチ」に出演して公然と誹謗するなど、大学の中傷を続けた。
昭和女子大学は、1962年2月12日付で当該2名の学生を退学として処分することを教授会で決議した。学則の細則で定める「生活要録」の「政治活動を行う場合は予め大学当局に届け、指導を受けなければならない」に抵触し、「反省を促しつつあったが改悛の情がないのみか公開の会場その他において本学に対する不穏な言動により秩序を乱し学生の本分に反いた」ことが処分理由である。当該2名は昭和女子大学の学生として身分の確認を求めて大学を訴えた。
一審（東京地判昭和38年11月20日）は退学処分が「公序良俗に違反する無効のものである」として原告の請求を認容したが、二審（東京高判昭和42年4月10日）は一審判決を取り消し、退学処分が「裁量権の範囲を超えるものとは解しがたく（中略）公序良俗に反し無効であるとか懲戒権の濫用で無効であるとは解されない。」として請求を棄却した。原告の元学生は、昭和女子大学の「生活要録」そのものが、思想や信条の自由を謳った日本国憲法に違反すること、退学処分が違憲であることなどを理由に、84人の弁護士などを上告代理人として上告した。

## 最高裁判決
最高裁判所第三小法廷は、全員一致で上告を棄却した。判決は三菱樹脂事件を引いて、憲法の規定は私人間に類推適用されるものではない（間接適用説）とする立場で、まず「生活要録」は憲法に違反するかどうか論ずる余地はない、とした。退学処分は思想、信条を理由とする差別的取扱でなく、懲戒の裁量権の範囲内であるものとして、その効力を否定することはできない、とした。本件の判決で示された類似事案に関する法解釈などは実務と学説で主流とされるが、思想・良心の自由を謳った日本国憲法の精神に反すると批判も散見される。